# Embu
Embu és una ciutat de Kenya situada a 120 quilòmetres de la capital, Nairobi. Aquesta ciutat és la capital de la província de l'est. Embu té una població de 41.092 habitants, segons l'últim cens oficial realitzat l'any 1999. Embu és coneguda pels seus arbres que cap a l'octubre - novembre (depenent de la precipitació) perden les seves fulles i floreixen deixant la ciutat en un to púrpura. Hi ha centres educatius importants a la ciutat. També s'hi troben nombroses esglésies cristianes.